# マリウス・プティパ
マリウス・プティパ（仏: Marius Petipa、1818年3月11日 - 1910年7月14日）は、フランス出身のバレエダンサー・振付家である。1847年にロシアに渡り、1869年から1903年にかけて帝室劇場（現在のマリインスキー・バレエ）の首席バレエマスター（振付指導兼責任者）を務めた。
19世紀後半のロシアで『眠れる森の美女』をはじめとする多数のバレエを創作し、クラシック・バレエ（古典バレエ）の形式を確立させたほか、『ジゼル』『海賊』など既存のバレエの改訂も手がけた。今日上演されるクラシック・バレエ作品でプティパ以前からあったものは、そのほとんどがプティパによる改訂を経ている。後世の振付家にも多大な影響を与えており、「クラシック・バレエの父」とも称される。

## 生涯

### 西ヨーロッパでの活動

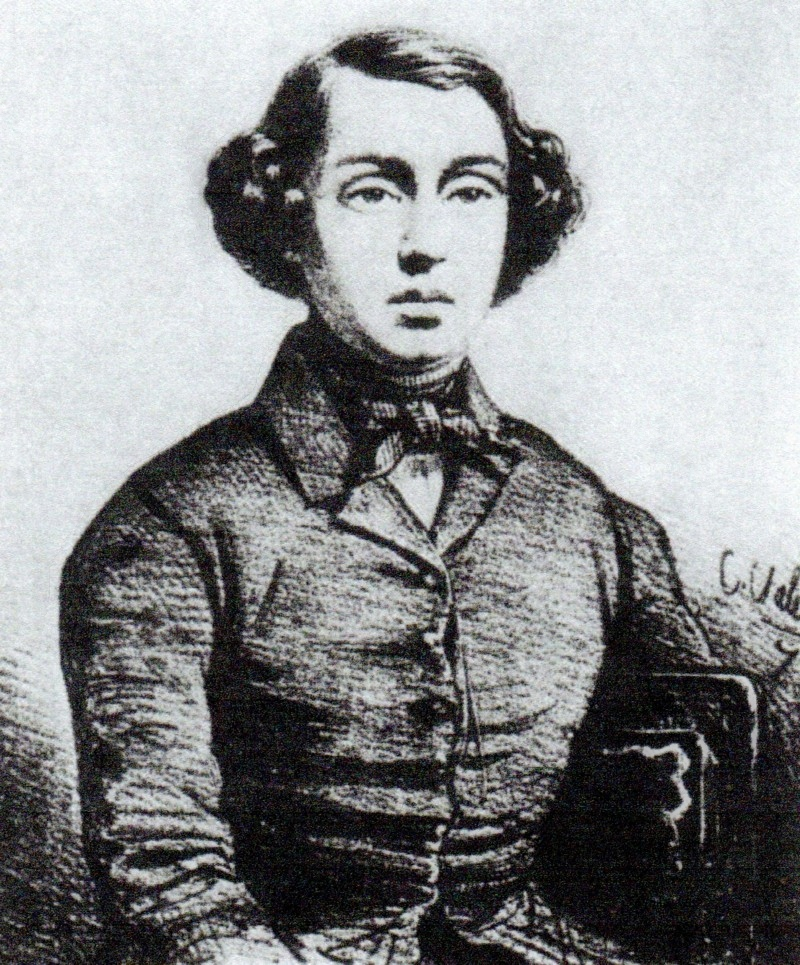
15歳頃のプティパ（1833年頃）

1818年3月11日、フランスのマルセイユに生まれる。両親は共に舞台人で、父ジャン＝アントワーヌはダンサー兼振付家、母ヴィクトリーヌは俳優だった。
マリウスは、3歳年上の兄リュシアン・プティパと共に父からバレエを教わり、兄弟は共にダンサーになった。ダンサーとしての評価は兄の方が高く、リュシアンは後にパリ・オペラ座に入団して高い名声を得た。一方、弟マリウスは希望していたオペラ座に入団することは叶わず、ヨーロッパ各地の劇場を転々とした後にロシアへ渡ることになる。
プティパは1831年、13歳のときに、ブリュッセルで行われた父親の一座の公演で初舞台を踏んだ。以降、父親の一座の団員としてヨーロッパ各地を巡業する。1838年からはナントの劇場でダンサー兼バレエマスターとして契約し、この劇場で初めてバレエの振付を手掛けた。その後、パリでオーギュスト・ヴェストリスに師事して技術を磨いてから、ボルドーの劇場でダンサーとして活動するが、この劇場は短期間で財政破綻してしまう。そこで、1843年（1844年とも）にスペインに渡り、1846年まで同地に滞在した。
プティパはマドリードのシルコ劇場で仕事を得るが、やがて自身の恋愛沙汰がきっかけでフランスの外交官と決闘事件を起こし、指名手配を受けて、フランス、イングランド、スコットランドまで逃亡した。

### ロシアへ
指名手配犯となったプティパは、1847年5月、父ジャン＝アントワーヌと共にロシアのサンクトペテルブルクへ渡る。当時のロシア宮廷は、ヨーロッパ各地から優れた芸術家を招いており、マリウスはダンサー兼バレエマスター、ジャン＝アントワーヌは舞踊学校の教師の職を得ることになった。なお、ジャン＝アントワーヌが1855年に没した後、教師の仕事は息子のマリウスが引き継いだ。
1847年9月、プティパのサンクトペテルブルクでの初仕事にあたる『パキータ』ロシア初演が行われた。本作は前年にパリに初演された作品であり、プティパは主役のリュシアンと、ジプシーの群の長の二役を演じたほか、父と共に演出にも携わった。
翌1848年、プティパと同じくフランスから招かれたジュール・ペローが、帝室劇場の首席バレエマスターに就任した。ペローの下で、プティパは振付の機会をほとんど与えられなかったため、しばらくはダンサーとしての仕事に専念せざるをえなかった。しかし、振付への意欲を持ち続けていたプティパは、ペローの助手を務めながら、兄リュシアンを通じてパリの新作バレエの情報を収集するなど、研鑽を積んだ。1855年、プティパは最初の重要な作品である『グラナダの星』を発表した。

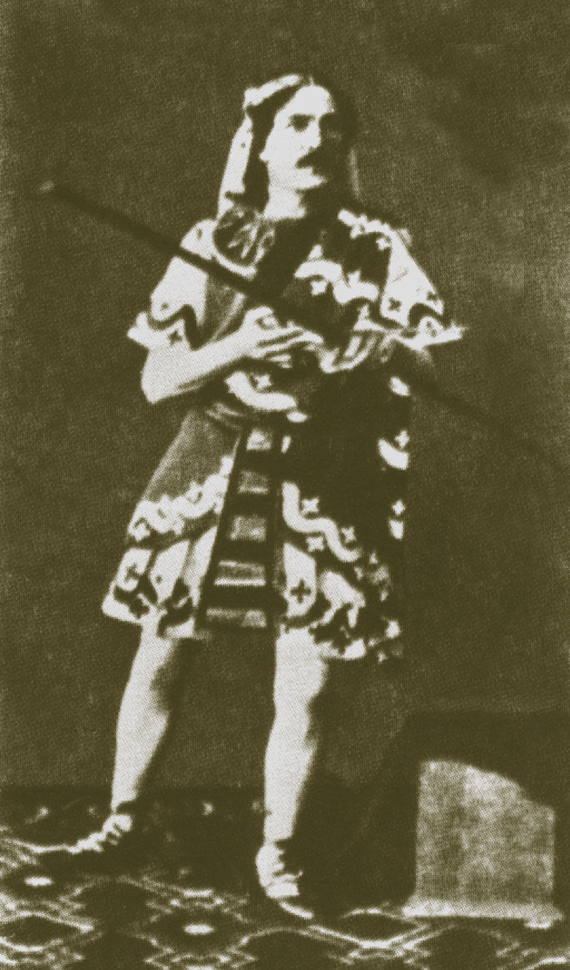
『ファラオの娘』に出演するプティパ

1859年、ペローに代わってフランスから招聘されたアルチュール・サン＝レオンが首席バレエマスターに就任した。サン＝レオンはヨーロッパ各地を回る多忙な生活を送っていたこともあり、前任のペローとは対照的に、助手のプティパが振付を行うことに寛容であった。プティパの出世作となったのは、1862年に初演された『ファラオの娘』である。本作は、ダンサーのカロリーナ・ロザーティの引退記念として、初演の2ヶ月前に急遽制作が決まったが、プティパはこれを引き受け、わずか6週間で3幕9場の大作バレエを完成させた。この作品の成功を機に、プティパは第二バレエマスターに任命された。本作でプティパは主役のタオールを演じたが、ダンサーとしての仕事はこれが最後であり、以後は振付に専念するようになった。

### 首席バレエマスターとしての活動

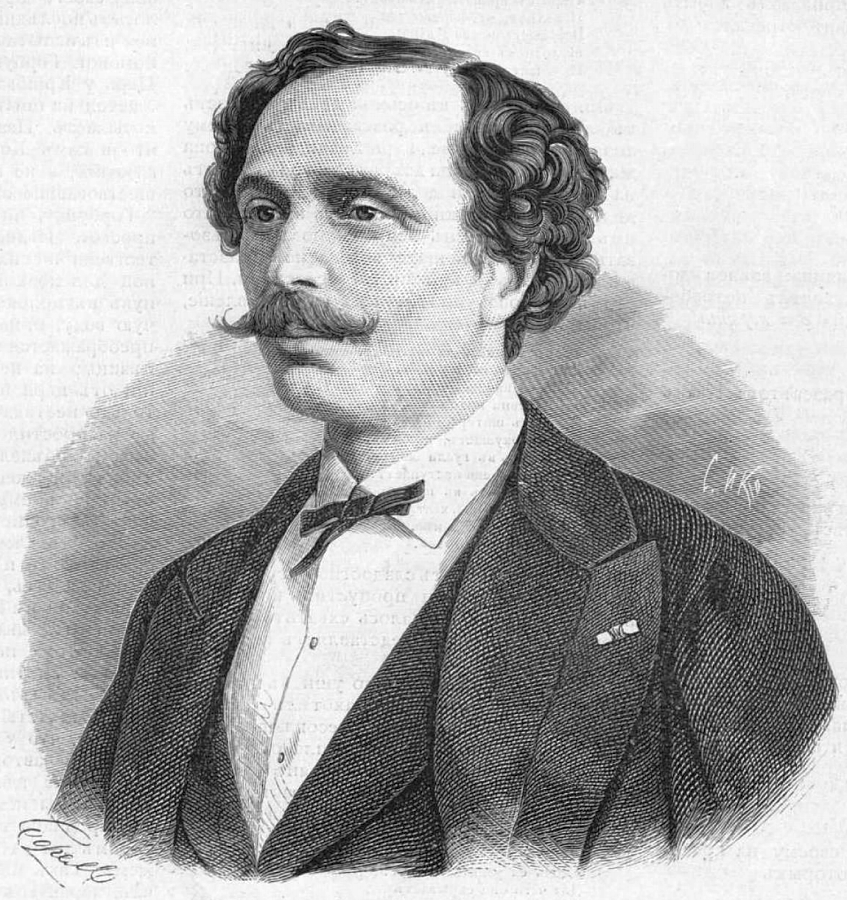
プティパ（1870年）

1869年、プティパは、フランスに帰ったサン＝レオンの後任として首席バレエマスターに就任した。同年、プティパはモスクワの帝室劇場（現ボリショイ劇場）から依頼を受け、『ドン・キホーテ』を制作している。その後も精力的に作品を発表し、1877年には代表作の一つである『ラ・バヤデール』を成功させた。また、既存のバレエ作品の改訂も数多く手掛け、『ジゼル』や『コッペリア』などの改訂演出を発表した。

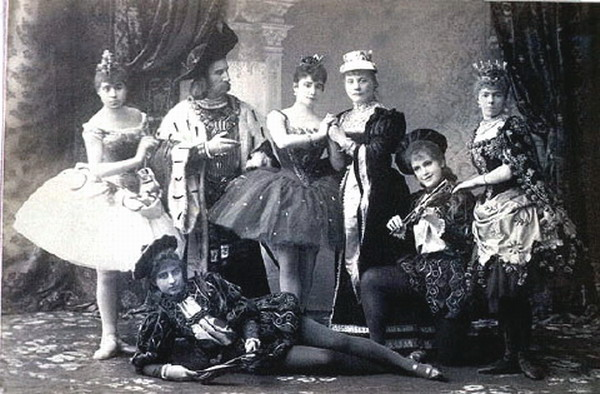
『眠れる森の美女』初演（1890年）

1886年、ペテルブルク帝室劇場の総裁にイワン・フセヴォロジスキーが就任する。フセヴォロジスキーは劇場政策の責任者として様々な改革を行ったが、その一つが、一流の作曲家に作曲を委託してバレエ作品を上演することであった。フセヴォロジスキーはピョートル・チャイコフスキーに作曲を依頼し、1890年にプティパ振付によるバレエ『眠れる森の美女』を初演した。『眠れる森の美女』の成功を受けて、翌々年の1892年には、同じくチャイコフスキー作曲によるバレエ『くるみ割り人形』が制作された。プティパは『くるみ割り人形』の台本・振付を担当する予定であったが、初演の3ヶ月前に病に倒れたため、振付のみレフ・イワノフが代行した。さらに、1895年には、チャイコフスキーが初めて作曲したバレエ『白鳥の湖』（1877年初演）の蘇演が行われた。蘇演版の振付はプティパとイワノフが分担し、第1幕と第3幕はプティパ、第2幕と第4幕はイワノフが担当した。チャイコフスキーが作曲を手掛け、プティパが携わったこの3作品は、「三大バレエ」と呼ばれて現在まで広く親しまれている。

### 引退と晩年
1899年にフセヴォロジスキーが帝室劇場総裁を引退した後、1901年からはウラジーミル・テリャコフスキーが帝室劇場の最高幹部に就任した。テリャコフスキーは、コンスタンチン・コローヴィンやアレクサンドル・ゴロヴィーンら新進の画家を舞台美術に起用したり、若手振付家アレクサンドル・ゴルスキーにプティパ作品の改訂を行わせたりと、新世代の芸術家を積極的に登用した人物で、19世紀的な芸術を信奉するプティパとは対立関係にあった。

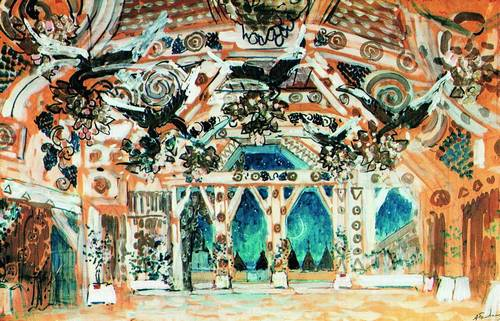
A・ゴロヴィーンによる『魔法の鏡』のデザイン画

そのような状況下で、1903年、新作バレエ『魔法の鏡』が上演されたが、本作はプティパの事実上の引退作となった。本作は、プティパの帝室劇場勤続55周年記念として制作されたもので、原作はグリム童話の『白雪姫』と、アレクサンドル・プーシキンがこの童話を翻案した民話詩『死せる王女と七人の勇士の物語』である。振付・演出はプティパ、台本はプティパとフセヴォロジスキーが手掛け、音楽には若手のアルセーニー・コレシチェンコ、舞台美術にはアレクサンドル・ゴロヴィーンが起用された。しかし、プティパはリハーサルの段階から本作の出来に不満を漏らし、とりわけ舞台美術を酷評していた。
『魔法の鏡』は1903年2月9日に初演されたが、19世紀的なプティパの振付と、ゴロヴィーンの進歩的な「芸術世界」派の舞台美術、そしてコレシチェンコの後期ロマン主義の音楽は上手く調和せず、公演は失敗とみなされた。プティパは終身バレエマスターの地位を与えられたが、『魔法の鏡』以降は振付・上演に携わることはなかった。なお、『魔法の鏡』の次回作として、プティパの新作バレエ『バラのつぼみと蝶の物語』が準備されていたが、日露戦争の勃発により上演はキャンセルされた。

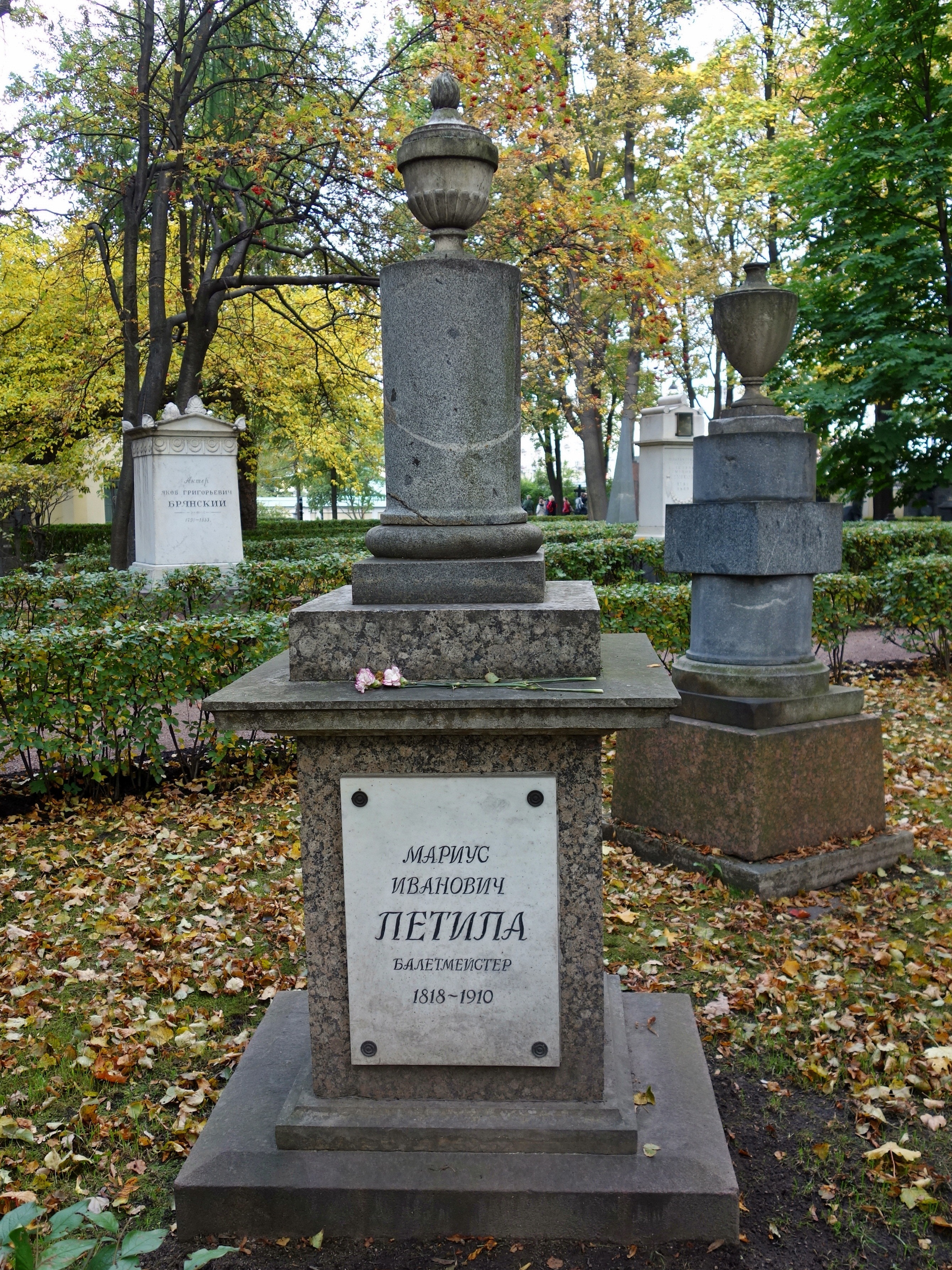
プティパの墓

1903年9月、プティパは首席バレエマスターの地位を公式に辞し、その後はクリミアで引退生活を送った。1906年には、サンクトペテルブルクで回想録が出版された。1910年7月14日、クリミアのグズルフにて92歳で没した。

### 私生活
プティパは生涯で2度結婚し、9人の子供をもうけている。1854年、プティパは最初の妻であるマリヤ・セルゲーエヴナ・スロフチコワと結婚した。マリヤは帝室劇場バレエ学校の生徒で、卒業と同時にプティパと結婚し、ダンサーとして活躍したが、1869年に離婚した。二人の間に生まれた娘マリヤ・マリウソヴナは、帝室劇場のダンサーとなり、『眠れる森の美女』のリラの精を初演したことで知られている。
後にプティパは、36歳年下のリュボーフィ・レオニドワと再婚し、二男四女をもうけた。息子2人は俳優となり、娘4人のうち、長女は帝室劇場のダンサーになったが、次女は早逝、三女はダンサーとなったもののすぐに引退、四女はダンサーから俳優に転向した。

## 主要作品
プティパは生涯で60作近いバレエの演出・振付を行ったが、今日全幕上演される作品はそのごく一部であり、多くの作品は失われたか、ガラ公演などで部分的に上演されるのみである。以下、主な作品を挙げる。

### プティパが振り付けた作品

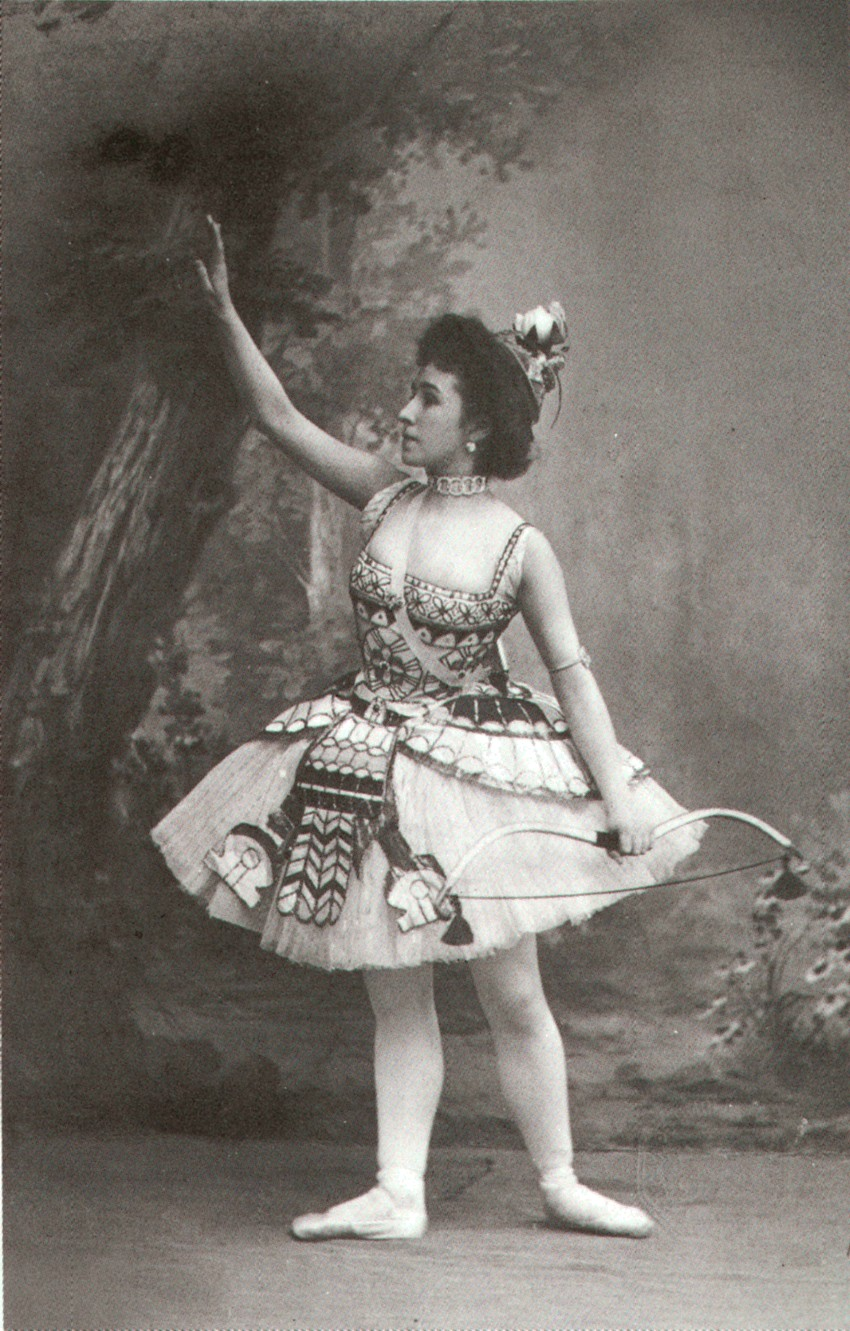
『ファラオの娘』を演じるM・クシェシンスカヤ（1898年）

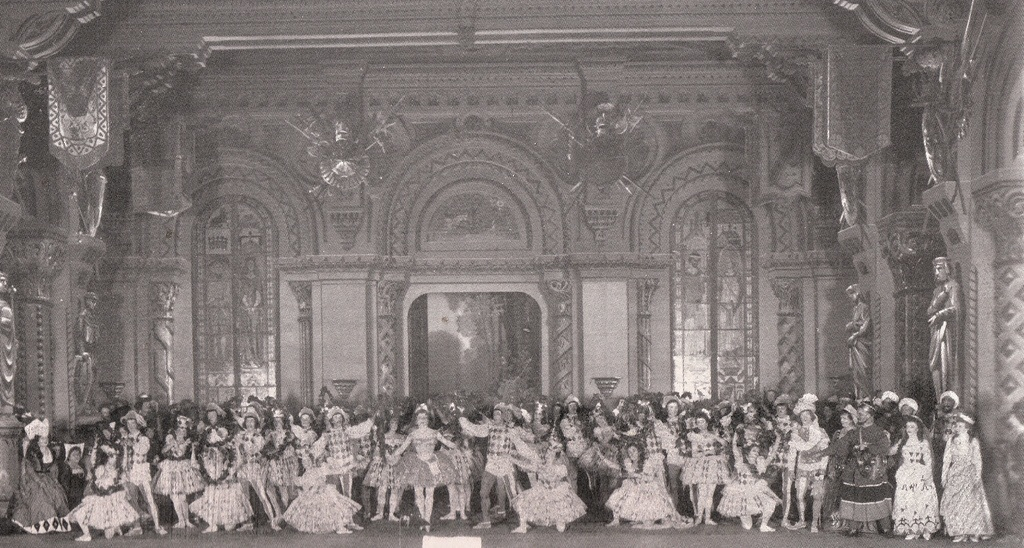
『ライモンダ』第3幕より（1898年）

- 『グラナダの星（英語版）』（1855年）
- 『青いダリア』（1860年）
- 『ファラオの娘（英語版）』（1862年）
- 『カンダウレス王』（1868年）
- 『ドン・キホーテ』（1869年）
- 『ラ・バヤデール』（1877年）
- 『タリスマン』（1889年）
- 『眠れる森の美女』（1890年）
- 『騎兵隊の休止』（1896年）
- 『ライモンダ』（1898年）
- 『四季』（1900年）
- 『アルレキナーダ』（1900年）
- 『魔法の鏡（英語版）』（1903年）

### 他の振付家と共同制作した作品
- 『くるみ割り人形』（1892年。台本はプティパ、振付はL・イワノフ。）
- 『シンデレラ』（1893年。E・チェケッティ、L・イワノフとの共同振付。）
- 『フローラの目覚め』（1894年。L・イワノフとの共同振付）[54]

### 改訂演出を行った作品
- 『パキータ』（1847年改訂演出。原振付J・マジリエ、1846年初演。）[注釈 3]
- 『海賊』（1863年改訂演出。原振付J・マジリエ、1856年初演。）
- 『ドナウの娘』（1880年改訂演出。原振付F・タリオーニ、1836年初演。）
- 『ラ・ヴィヴァンディエール』（1881年改訂演出。原振付A・サン＝レオン、1848年初演。）
- 『ジゼル』（1884年改訂演出。原振付J・コラーリとJ・ペロー、1841年初演。）
- 『コッペリア』（1884年改訂演出。原振付A・サン＝レオン、1870年初演。）
- 『ラ・フィユ・マル・ガルデ』（1885年改訂演出。原振付J・ドーベルヴァル、1789年初演。）
- 『エスメラルダ』（1886年改訂演出。原振付J・ペロー、1844年初演。）
- 『ラ・シルフィード』（1892年改訂演出。原振付F・タリオーニ、1832年初演。）
- 『白鳥の湖』（1895年、L・イワノフとの共同振付により改訂演出。原振付W・レイジンゲル（英語版）、1877年初演。）[55]
- 『せむしの仔馬』（1895年改訂演出。原振付A・サン＝レオン、1864年初演。）

## 作品の特徴

### プティパ以前のバレエ

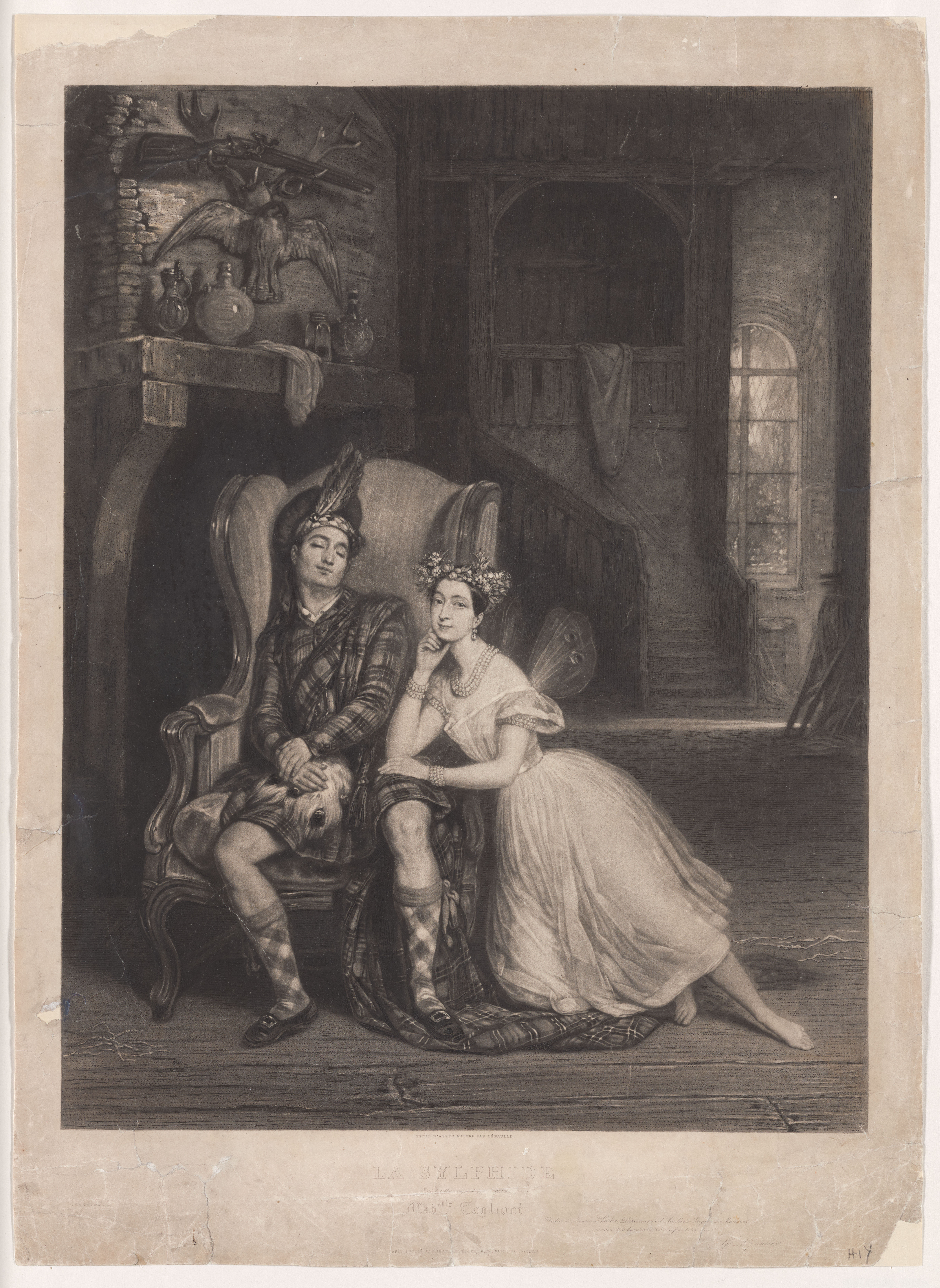
ロマンティック・バレエの代表作『ラ・シルフィード』

バレエの起源はルネサンス期のイタリアまで遡るが、今日一般に上演されているのは、19世紀前半以降に生まれた作品である。この時期に生まれた『ラ・シルフィード』（1832年）や『ジゼル』（1841年）、『パキータ』（1846年）などの作品は「ロマンティック・バレエ」と呼ばれる。ロマンティック・バレエの特徴は、当時のヨーロッパの思想的潮流であったロマン主義の影響を受け、異国や超自然的存在への憧憬を描いたことである。例えば『ラ・シルフィード』はスコットランドを舞台に、主人公の青年と、空気の精シルフィードとの悲恋を描いている。
19世紀前半のバレエのもう一つの特徴は、ダンスにおける技術革新である。前世紀に比べ、ダンサーの跳躍の高さや脚を上げる高さ、回転の回数といった技巧が重視されるようになり、そのような風潮の中で、女性ダンサーが爪先立ちをするポワント技法も生まれた。
プティパがダンサーとして活動を開始したのは、このようなロマンティック・バレエの全盛期であった。プティパの兄リュシアンは、『ジゼル』と『パキータ』の初演者であり、弟であるプティパも後にこれらの作品を演じている。

### プティパの功績
ロシアで振付家として活躍するようになったプティパは、ロマンティック・バレエの異国情緒や幻想性を引き継ぎつつも、より様式美・形式美を重んじた作品を創作した。プティパが確立したバレエは、その形式主義的性格から「クラシック（古典主義）・バレエ」と呼ばれる。具体的には、以下のような構成上の特徴が見られる。
第一に、コール・ド・バレエの装飾的な使用である。プティパ作品では、女性ダンサーによる群舞の場面が盛り込まれており、『眠れる森の美女』や『ドン・キホーテ』、『ラ・バヤデール』などがよく知られている。これらの場面では、ダンサーたちが、抽象化された森林、あるいは単なる装飾模様などに擬せられ、複雑なフォーメーションの群舞を披露する。
第二に、グラン・パ・ド・ドゥ形式の確立である。プティパ作品のクライマックスには、グラン・パ・ド・ドゥと呼ばれる主役の男女二人の踊りが挿入される。グラン・パ・ド・ドゥは三部構成となっており、①男女が緩やかな音楽で踊るアダージョ、②男性・女性それぞれのヴァリアシオン、③男女が共に跳躍や回転などの華やかな技を披露するコーダ、という形式が定められている。
第三に、ディヴェルティスマンの効果的な配置である。ディヴェルティスマンとは、物語の展開とは直接関係しない、挿入的な舞踊シーンを指す。数人で踊られるものから大規模な群舞まで、その形式は様々である。ディヴェルティスマンが果たす機能も多様で、例えば、グラン・パ・ド・ドゥの前に置かれて観客の期待を高めつつ場面を盛り上げたり、民族舞踊のテクニックを取り入れたダンスで観客を楽しませたり、といった役割がある。著名な例として、『白鳥の湖』の民族舞踊や、『眠れる森の美女』における童話の登場人物たちの踊り、『くるみ割り人形』のお菓子の国の踊りなどが挙げられる。
- 女性ダンサーによるコール・ド・バレエ（『ラ・バヤデール』より）
- グラン・パ・ド・ドゥ
（『眠れる森の美女』より）
- 様々な踊りを披露するディヴェルティスマン（『くるみ割り人形』より）

このような形式を備えたプティパ作品においては、高度な舞踊技術を披露する場面と、マイム（身振り）で物語を進行させる場面とが分離され、前者に重点が置かれるようになった。これは、前時代のロマンティック・バレエが、舞踊と物語を一体化させ、マイムを舞踊的に表現することを目指していたのと対照的である。
また、プティパのもう一つの功績として、ロマンティック・バレエの改訂上演を行い、後世へと伝えたことが挙げられる。『ジゼル』や『コッペリア』などのロマンティック・バレエは、フランスで初演された後、西ヨーロッパでは徐々に上演されなくなっていったが、プティパはこれらの作品を改訂して帝室劇場のレパートリーに加えた。今日これらの作品が上演されているのは、プティパが帝室劇場に残した作品が、20世紀に世界中へ広まったためである。
舞踊評論家の守山実花は、プティパの功績を「フランスで19世紀前半から中期に開花したロマンティック・バレエの精神世界を引き継ぎながら、世紀後半のロシアで、それを表現するための絶対的な様式美に支えられた堅固なシステムを完成させた」ことだと総括している。

### 後世への影響

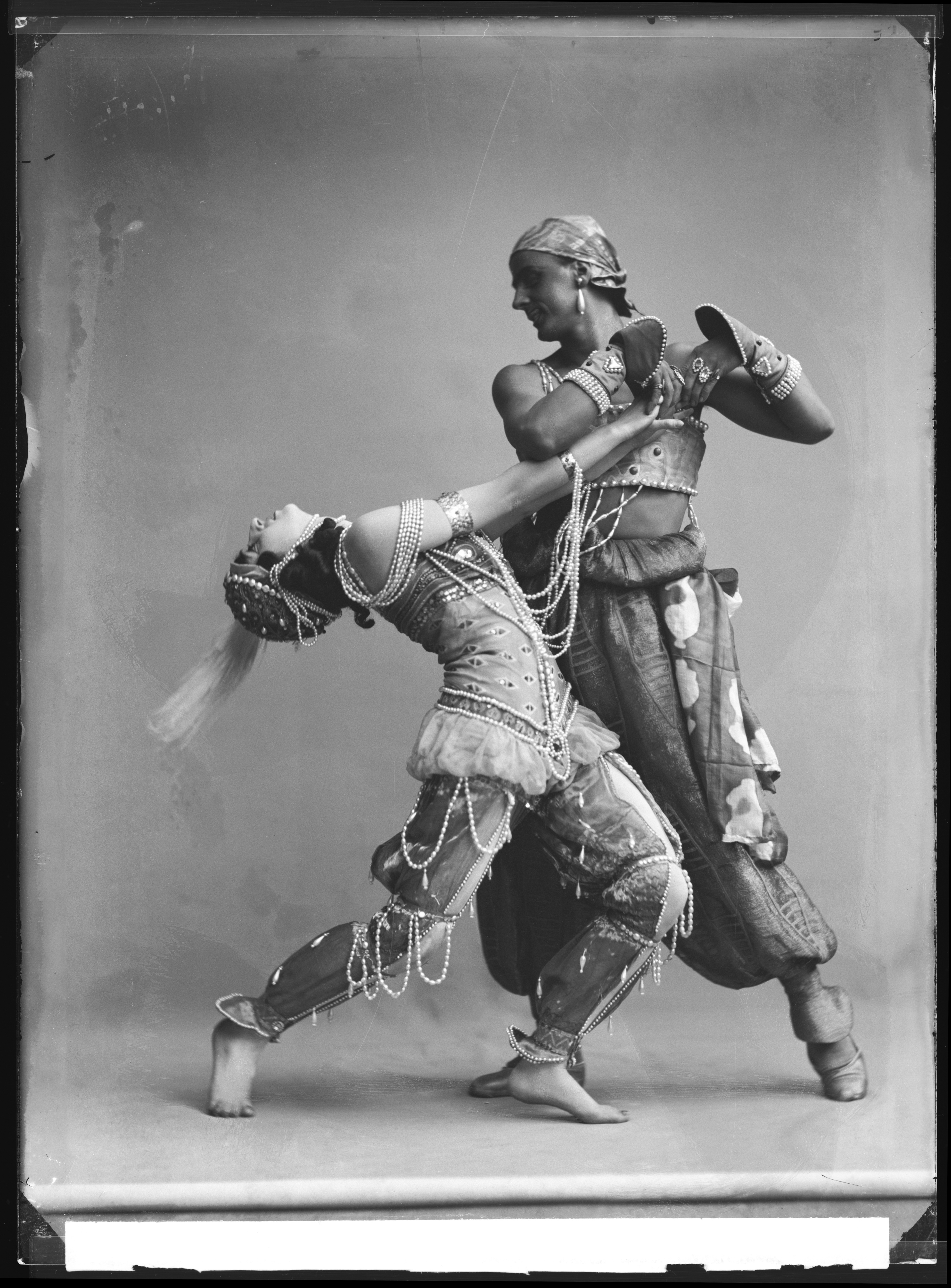
M・フォーキン振付『シェヘラザード』

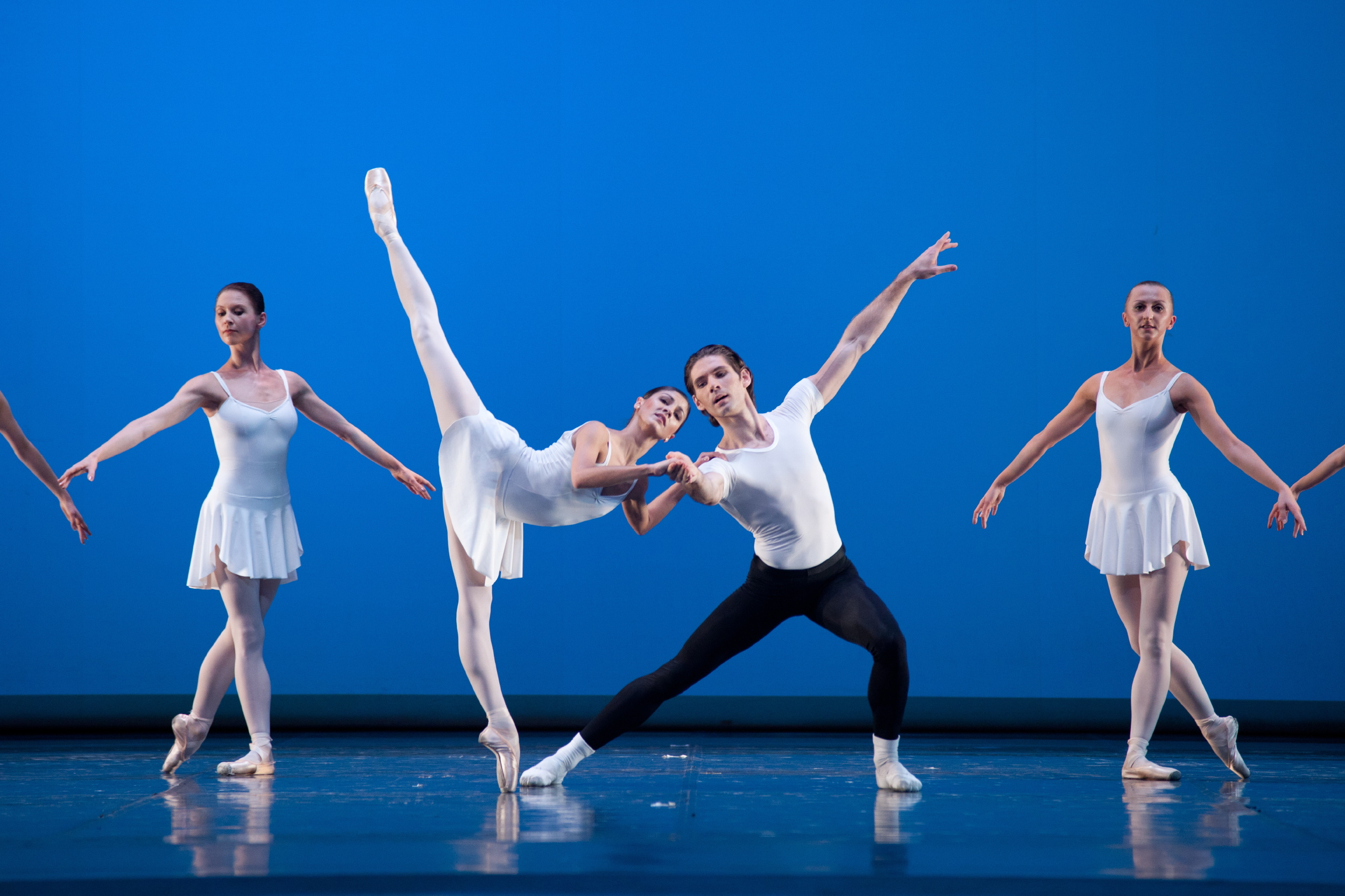
G・バランシン振付『コンチェルト・バロッコ』

20世紀の振付家たちは、プティパが確立したクラシック・バレエ様式を様々な形で変革しようとした。
帝室劇場でプティパに師事したアレクサンドル・ゴルスキーは、20世紀初頭にモスクワのボリショイ劇場でバレエマスターを務め、プティパ作品の改訂演出を行った。スタニスラフスキー・システムの影響を受けていたゴルスキーは、1900年に『ドン・キホーテ』の新演出を行う際、群衆役のダンサーひとりひとりに明確な役割を与え、スペインの街の人物になりきるよう指導した。また、プティパ流の幾何学的な群舞の配列を崩し、非対称や対角線を目立たせた構図を取り入れた。この改変はプティパの不興を買ったが、ゴルスキーの改訂版は、今日世界中で演じられている『ドン・キホーテ』の演出の基礎となった。
また、ゴルスキーと同じく帝室劇場のダンサーであったミハイル・フォーキンは、プティパの形式主義を批判して改革を試みた。プティパの振付が、常にダンス・アカデミックと呼ばれる型通りの舞踊技法を中心に構成されていたのに対し、フォーキンは、バレエの演出には作品の時代背景や地域性を反映させるべきだと主張し、民族舞踊などを積極的に取り入れたほか、群舞やマイムについてもより自由で新しい表現を考案した。フォーキンはバレエ・リュスの最初期の振付家として活躍し、19世紀的なクラシック・バレエから現代バレエへの橋渡しという役割を担った。
一方、プティパの形式主義をさらに推し進めたのがジョージ・バランシンである。帝室劇場のバレエ学校で学び、後に西ヨーロッパとアメリカで活動したバランシンは、バレエを「観る音楽」と捉え、プティパのクラシック・バレエから物語性を排除した「プロットレス・バレエ」を生み出した。このことは、バレエ史上最大の変革の一つであるとみなされている。